# 東華三院李東海小學
東華三院李東海小學（英語：TWGHs Leo Tung-hai Lee Primary School），為香港一所全日制津貼小學，位於元朗區天水圍新市鎮，其歷史可追溯至1897年成立的東華三院姚達之紀念小學（元朗），至1999年分拆為一所獨立小學。

## 歷史
此校前身為東華三院第一義校，於1897年在九龍天后廟成立，至1955年遷往旺角山東街，並於1973年獲冠名為「姚達之紀念小學」。
因應油尖旺區小學學額下跌，加上天水圍新市鎮開發，原校於1992年遷入天瑞邨，並分為上、下午校。
至1998年，原校獲教育署邀請轉為全日制，當中下午校獲分配現時的校舍，並於翌年正式遷入。由於獲得時任東華三院顧問、商人李東海捐贈部分遷置費用，新校遂更名為「李東海小學」。
2000年2月18日，此校舉行揭幕典禮，由時任教統局長王永平主持。

## 歷任校長
- 李漢光先生（1999年–2007年，首任校長，由姚達之紀念小學（元朗）下午校過渡[5]，再平調至同系鄧肇堅小學）
- 葉以欣先生[5]（2007年–2014年，原為同系鄧肇堅小學上午校及全日制校長）
- 羅婉儀女士（2014年[6]–2019年8月8日，前為宣道會陳元喜小學副校長；因教師自殺事件被勒令解僱[7]）
  - 曾玉蓮女士（2019年4月–8月8日，署任校長[8]）
- 盧震河先生（2019年8月9日起，現任校長）

## 校舍
此校為一所1998年版本小學靈活式校舍，樓高7層，設30間課室及各種特別室。
校舍由大道建築公司承建，於1998年3月動工，1999年8月完工，隨後如期遷入。

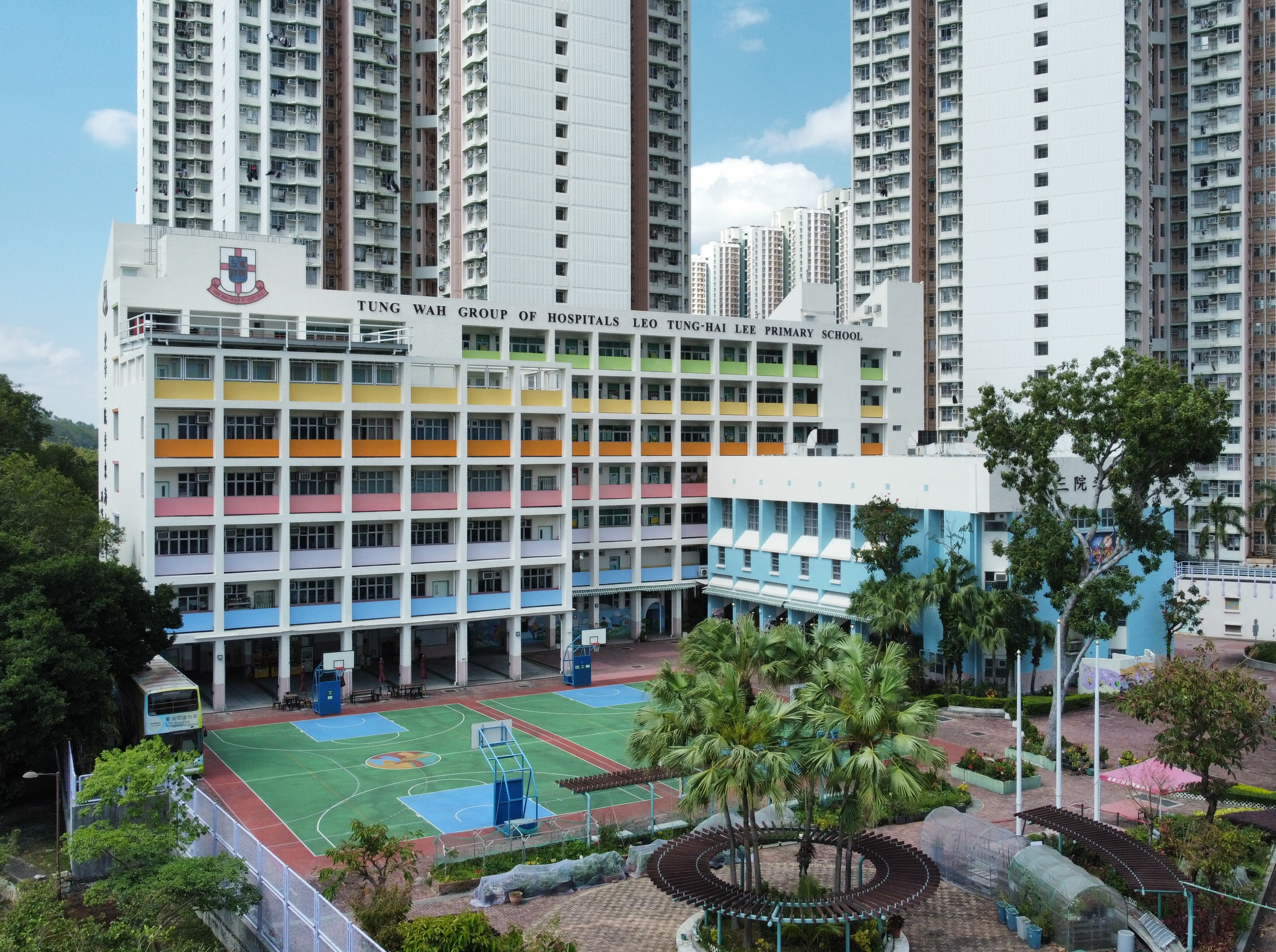
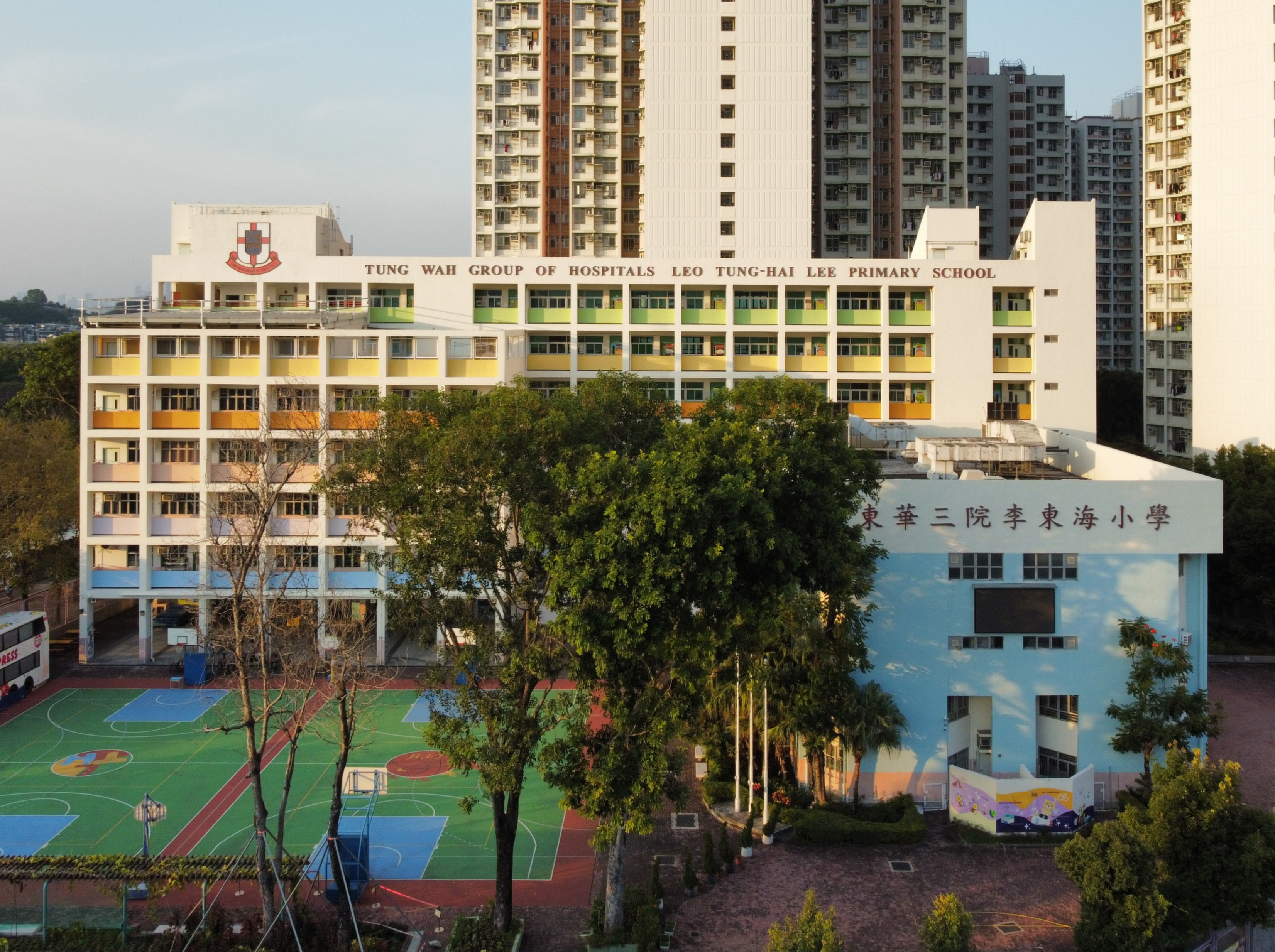

## 事件及軼事
- 在此校分拆校舍進行分配時，同區受元朗邨拆卸影響、且同為半日制的元朗商會第二學校亦有份競投。由於無法投得校舍，該校已於2000年停辦[11]。
- 2019年3月6日，此校女教師林麗棠因不堪工作壓力，在校內6樓走廊跳樓自殺身亡。及後，此事件演變為校政醜聞，最後在輿論壓力下，時任校長羅婉儀被解僱。

## 註解
1. ↑  2021/22年度[1]
2. ↑  2021/22年度[2]
3. ↑  舊址現為同系東華學院[3]。

## 外部連結
- 東華三院李東海小學官方網頁 （页面存档备份，存于）

22°27′36″N 113°59′42″E / 22.46004°N 113.99500°E